# داویت هایراپتیان
داویت والری هایراپتیان (ارمنی: Դավիթ Վալերիի Հայրապետյան; روسی: Давид Валерьевич Айрапетян؛ زادهٔ ۲۶ سپتامبر ۱۹۸۳) یک بوکسور آماتور اهل ارمنستان-روسیه است که در مسابقات کشوری و بین‌المللی در مجموع برندهٔ ۲ مدال طلا، ۱ مدال نقره، ۲ مدال برنز شده‌است.